# 미라 재스민
미라 재스민(영어: Meera Jasmine, 1982년 2월 15일 ~ )은 인도의 배우이다. 2003 내셔널 필름 어워드 여우주연상 수상자이다.